# Ambohitrolomahitsy
Ambohitrolomahitsy är en ort i Madagaskar.   Den ligger i regionen Analamanga, i den centrala delen av landet, 28 km nordost om huvudstaden Antananarivo. Ambohitrolomahitsy ligger 1 502 meter över havet och antalet invånare är 17 000.
Terrängen runt Ambohitrolomahitsy är platt åt sydost, men åt nordväst är den kuperad. Ambohitrolomahitsy ligger uppe på en höjd. Runt Ambohitrolomahitsy är det ganska glesbefolkat, med 47 invånare per kvadratkilometer. Ambohitrolomahitsy är det största samhället i trakten. Omgivningarna runt Ambohitrolomahitsy är huvudsakligen savann.